# Henri d’Artois
Henri d’Artois (teljes nevén franciául: Henri Charles Ferdinand Marie Dieudonné d’Artois; Párizs, Francia Királyság, 1820. szeptember 29. – Lanzenkirchen, Ausztria–Magyarország, 1883. augusztus 24.), a Bourbon-házból származó francia királyi herceg, Bordeaux hercege, később Chambord grófja, apja halálát követően Artois grófja, akit a legitimisták V. Henrik (franciául: Henri V) néven Franciaország és Navarra királyának ismertek el. Henri volt X. Károly francia király unokája, Charles Ferdinand d’Artois, Berry hercege és Mária Karolina nápoly–szicíliai királyi hercegnő egyetlen felnőttkort megért fia.

## Élete

### Származása

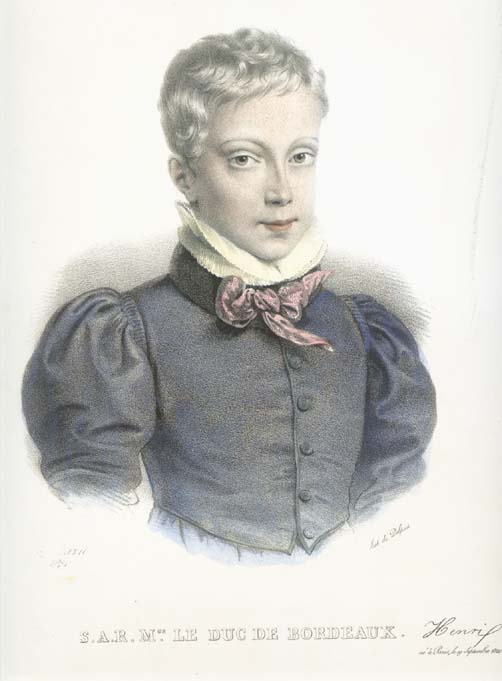
Az ifjú Henri d’Artois, Bordeaux hercege

Henri-Charles de Bourbon francia királyi herceg 1820. szeptember 29-én született a párizsi Tuileriák palotájában, a Marsan-pavilonban, amely a Louvre-palota részeként máig fennmaradt.
Édesapja a Bourbon-házból származó Károly Ferdinánd francia királyi herceg (Charles Ferdinand d’Artois) volt, Berry hercege (1778–1820), Károly Fülöp trónörökös hercegnek (1757–1836), a későbbi X. Károly francia királynak és Savoyai Mária Terézia szárd királyi hercegnő (1756–1805) kisebbik fia. Berry hercegét egy bonapartista merénylő 1820. február 13-án – még nagybátyjának, XVIII. Lajos uralkodásának idején – Párizsban meggyilkolta.
Édesanyja a nápolyi Bourbon-házból származó Mária Karolina Ferdinanda nápoly–szicíliai királyi hercegnő (1798–1870) volt, I. Ferenc nápoly–szicíliai király és Mária Klementina osztrák főhercegnő leánya.
Szülei házasságukból 4 gyermek született, de csak ketten érték meg a felnőttkort.
- Louise Isabelle de Bourbon hercegnő (*/† 1817–1817), születésekor meghalt.
- Louis de Bourbon herceg (*/† 1818), születésekor meghalt.
- Louise Marie Thérèse de Bourbon hercegnő (1819–1864), aki 1845-ben a Bourbon-házból való III. Károly parmai herceghez (1823–1854) ment feleségül, és 1854–1859 között régensként uralkodott Parmában.
- Henri-Charles de Bourbon (1820–1883), Bordeaux hercege, 1830 után Henri d’Artois, Chambord grófja, 1844-től a legitimisták számára V. Henrik francia király, aki 1846-ban Mária Terézia Beatrix modenai hercegnőt vette feleségül.

Apjának meggyilkolásakor Henriket, Bordeaux hercegét anyja már a szíve alatt hordta. Az utószülött gyermek, a Bourbon-ház utolsó férfi sarja, több hónappal apjának halála után jött a világra, emiatt sokan „csodás gyermeknek” (enfant du miracle) nevezték. Születésekor a Bordeaux hercege címet kapta, ezt nagyapjának lemondásáig, 1830-ig viselte.
Richelieu miniszterelnök állami pénzből meg akarta vásárolni a gyermek részére a chambord-i kastélyt és a hozzá tartozó földbirtokot, de aztán visszalépett az ötlettől, ezért egy legitimista egyesület tagjai pénzt gyűjtöttek, megvásárolták a birtokot, és a keresztelő napján, 1821. május 1-jén Henri hercegnek adományozták azt.

### Ifjúsága
1828-ban nagyapja, X. Károly király Ange Hyacinthe Maxence-re (1785–1862), Damaszkusz bárójára, a périgord-i Hautefort kastély urára bízta unokája nevelését, aki igen konzervatív gondolkodású, az ancien régime fogalmaiban gondolkodó személyiség volt, a hadtudományon és a katekizmuson kívül minden más ismeretet haszontalannak tartott, (felháborodással fogadta, hogy ismét kiadták Voltaire műveit). Az ő szellemisége alakította a jövendő trónörökös világnézetét. Henri herceg mélyen hívő, buzgó katolikus lett, lelke mélyéig elkötelezett az abszolút monarchia eszméje iránt. „Ugyan miért panaszkodna Franciaország, ha én Bordeaux hercegéből egy Szent Lajos királyt faragnék?” – mondta egy alkalommal a báró.

### A júliusi forradalom után
1830. augusztus 2-án a forradalom hatására X. Károly lemondott unokája, Henri bordeaux-i herceg javára. A száli törvény értelmében azonban a trónöröklés joga a király idősebbik fiát, a Lajos Antal herceget, a trónörököst (dauphint) illette. Ő azonban éppolyan népszerűtlen volt, mint apja, ezért hosszas vita után rávették, ő is tegyen ellenjegyzést a lemondó nyilatkozatra, unokaöccse javára. Amíg ezt meg nem tette, formálisan ő volt Franciaország és Navarra királya, XIX. Lajos néven, mintegy húsz percen át. A Bourbon-ház támogatói, a legitimisták e perctől fogva Henri bordeuax-i herceget tekintették a trón jogos várományosának, V. Henrik néven.
Augusztus 2–7. között, amíg Lajos Fülöp még csak a Királyság főkormányzója (lieutenant-général) a 10 éves Henri herceg – V. Henrik néven – formálisan Franciaország és Navarra királya volt, azonban sohasem kiáltották ki uralkodóvá, és nem is léphetett trónra, mert a Nemzetgyűlés közben unokafivérét, az Orléans-i ágból származó Lajos Fülöp királyi herceget (premier prince du sang) hívta meg a trónra, akit augusztus 7-én I. Lajos Fülöp néven be is iktattak. A lemondott király és családja augusztus 16-án elhagyta Franciaországot és Skóciába menekült. Henri herceget Prágába vitték.
1832-ben anyja, Berry hercegné visszatért Franciaországba, és royalista felkelést szervezett a Vendée-ban, de ezt a kormánycsapatok leverték. Őt magát elfogták, és Blaye erődjébe zárták, ahol egy leánygyermeket szült, egy 1831-ben Rómában kötött titkos, rangon aluli házasság gyümölcsét. A hercegné erkölcsi helyzete, a trón várományosának anyjaként megingott, a legitimista emigráció elfordult tőle, 1833-ban a kormány szabadon engedte, mint politikailag veszélytelen személyt. Apósa, X. Károly kitagadta. Berry hercegné gyermekeinek, Louise Marie Thérèse hercegnőnek és Henri hercegnek nevelését Károly másik menyére, Mária Terézia Sarolta hercegnőre, Angoulême hercegnőjére (1778–1851) bízta (aki egyben unokahúga is volt, a kivégzett XVI. Lajos és Mária Antónia francia királyné leánya).
1836-ban meghalt Henri herceg nagyapja, X. Károly király. A legitimisták ekkor Henri herceget nyilvánították Franciaország és Navarra királyává. 1839-ben meghalt Blacas hercege (1771–1839), egy meggyőződéses royalista, aki jelentős vagyont, 5 millió frankot hagyott Henri hercegre, a trónkövetelő ezzel finanszírozhatta királyi udvartartását. 1841-ben egy lovasbaleset következtében lesántult, a lábadozás alatt legyengült, elhízott. Több utazást tett Európában. 1843-ban a londoni Belgrave Square-i szállásán fogadta mintegy 300, Franciaországból érkezett legitimista hódolatát. Támogatói iránti udvariasságból felvette a Chambord grófja (comte de Chambord) nevet, a legitimistáktól 1821-ben ajándékba kapott kastély neve után.
1844-ben nagybátyja, Angoulême hercege is elhunyt, Henri d’Artois ezzel francia Bourbon-ház rangidőse, a Capeting-ház feje lett. Harcos támogatóit, a legitimistákat azonban Orléans-i Lajos Fülöp kormányai a háttérbe szorították.

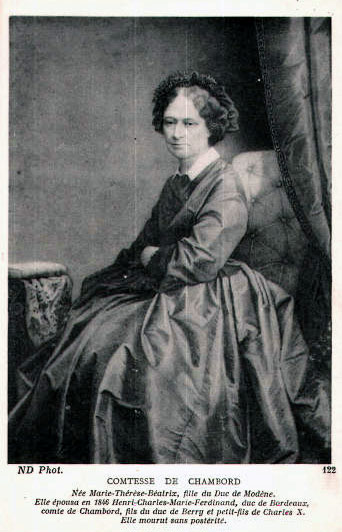
Mária Terézia Beatrix modenai hercegnő

### Házassága
1846. november 7-én Modenában feleségül vette a Habsburg–Lotaringiai-ház Estei ágából származó Mária Terézia Beatrix főhercegnőt, modenai hercegnőt (1817–1886), IV. Ferenc modenai herceg és Savoyai Mária Beatrix szárd királyi hercegnő legidősebb leányát. A házasságot Henri nagynénje, Angoulême hercegnéje hozta tető alá. Választása azért esett a Habsburg–Estei családra, mert az római katolikus vallású volt, és az európai uralkodóházak közül egyetlenként nem ismerte el a Júliusi Monarchiát. Henri herceg valójában Mária Terézia húgát, Mária Beatrix főhercegnőt szerette volna feleségül kapni, de ő a spanyol karlista trónkövetelőt, Juan Carlos infánst választotta. Nővére, Mária Terézia Beatrix főhercegnő ekkor már majdnem 30 éves volt, 3 évvel idősebb vőlegényénél. Egyik fülére süket volt, de mélyen vallásos és kegyes gondolkodású. Az Osztrák Császárságban telepedtek le, az alsó-ausztriai Frohsdorf kastélyban, Lanzenkirchen mellett. A Bourbon-ház utolsó férfi sarjának nagy szüksége lett volna fiú utódokra. Veleszületett testi fogyatékossága miatt Mária Terézia azonban nem szülhetett gyermeket.
Ange Hyacinthe Maxence, Damaszkusz bárója 1845-ben így biztatta Henri herceget, hogy álljon a Bourbon-restaurációért küzdő erők élére: „Új tekintélyt kell teremtenünk, amely más alapokon nyugszik, nem az emberi jogokon. Ez vagy létrejön Isten segítségével, vagy elpusztul a társadalom.”
De a herceg nem került közelebb a királyi hatalomhoz. A legitimisták a júliusi monarchia (1830–1848), a Második Köztársaság (1848–1852) és a Második Császárság (1852–1870) alatt is ellenzékbe kényszerültek, Henri d’Artois hercegnek mindvégig külföldi emigrációban kellett maradnia. Hazatéréséért hívei országos aláírás-gyűjtő kampányba kezdtek, de sikertelenül.

### A harmadik Bourbon-restauráció küszöbén
1870-ben a porosz–francia háborúban elszenvedett vereség nyomán a Második Császárság összeomlott. 1871 februárjában Bismarck kancellár hozzájárult, hogy Franciaországban törvényhozási választásokat tartsanak, a porosz hadsereg szigorú felügyelete mellett, hogy olyan nemzetgyűlés jöhessen létre, amely elfogadja a frankfurti békeszerződés kikötéseit. Az új nemzetgyűlés royalista többsége két csoportra oszlott, a legitimistákra és az Orléans-pártiakra, az „orléans-istákra”. A legitimisták Henri d’Artois-t, Chambord grófját, azaz V. Henrik királyt, X. Károly unokáját, az Orléans-ista párt Louis Philippe Albert d’Orléans-t (1838–1894), Párizs grófját, Lajos Fülöp király unokáját kívánták királynak. A két royalista csoport – a királyság restaurációja érdekében – kiegyezésre törekedett. Az Orléans-ista párt (és a legitimisták egy része is) elfogadta Párizs grófját a gyermektelen Henri d’Artois utódaként.
1873-ban a jobboldali monarchisták a rend társadalmának jelszavával léptek fel. Henri d’Artois, mint trónjelölt leveleiben arról írt, hogy feltett szándéka a rend és igazság uralmának helyreállítása és biztosítása, ennek érdekében az erő alkalmazásától sem riad vissza. Ugyanakkor meg kívánta oldani a súlyos szociális helyzetet is. 1873 októberében küszöbön állt a harmadik Bourbon-restauráció.
A száli törvény értelmében Chambord grófjának legközelebbi unokafivére Juan Carlos Maria de Borbón spanyol királyi herceg, Montizon grófja (1822–1887) volt (egyben Henri d’Artois sógora, Habsburg–Estei Mária Beatrix főhercegnő férje), de őt de jure kizárták a trónöröklésből olyan jogi tilalmak alapján, amelyeket még a spanyol örökösödési háborút lezáró utrechti békeszerződés kényszerített XIV. Lajosra, hogy XIV. Lajos unokájának, Anjou Fülöp hercegnek spanyol utódjai soha ne kerülhessenek Franciaország trónjára. 1873-ban úgy tűnt, Chambord grófjának trónra lépésének semmilyen jogi akadálya nincs. A kormány már meg is rendelt egy sor díszes koronázási hintót, amelyeken V. Henrik bevonulhatott Párizsba (ezek ma a chambord-i kastély múzeumában láthatók). V. Henrik arcképével pénzérméket vertek és postabélyegeket adtak ki. Úgy tervezték, hogy Mac-Mahon köztársasági elnök fogja bevezetni Henri d’Artois-t, Chambord grófját a francia Nemzetgyűlésbe, hogy az elismerje őt jogos uralkodónak, és királlyá kiáltsa ki.
Chambord grófja azonban még 1871. július 5-én kiadott egy manifesztumot a Királyság fehér zászlajáról (Manifeste du drapeau blanc). Ebben kijelentette, hogy ragaszkodik a Bourbonok liliomos fehér zászlajához, a régi Francia Királyság, az ancien régime jelképéhez, és elutasítja a nemzeti trikolórt, a forradalom örökségét. Merev elzárkózó álláspontját 1873. október 23-án írt levelében is megerősítette: „V. Henrik király nem hagyhatja el IV. Henrik fehér lobogóját!” A zászló-vita megosztotta a royalisták táborát, Chambord grófjának hajthatatlansága lefékezte a királyság gyors és zökkenőmentes visszaállítását. Charles Maurras francia újságíró és politikus (1868–1952) így jellemezte Henri d’Artois-t: „Inkább volt papja és pápája a királyság intézményének, semmint király.” Más kortársai azt valószínűsítették, hogy a herceg átlátta: királlyá választását pusztán az őt megválasztó nemzetgyűlés pillanatnyi többsége biztosítja, törékeny hatalmát minden törvényhozási választás megkérdőjelezheti. Gyermektelen uralkodóként tartania kellett attól is, hogy a trónutódlás – labilis politikai helyzetben – véres harcot robbanthatna ki. Az ancien régime jelképeihez való anakronisztikus ragaszkodása valójában a biztonságos háttérben maradását szolgálta.
A megegyezés elhúzódása miatt az Orléans-párt harcosai (akik alkotmányos monarchiát kívántak), a legitimista párt csalódott tagjaival együtt arra az álláspontra helyezkedtek, hogy kivárják Chambord grófjának halálát, s csak utána állnak elő új jelöltjükkel, Henri d’Artois unokafivérével, Louis Philippe Albert d’Orléans-nal, Párizs grófjával, aki mindkét royalista párt számára elfogadhatóbb személy volt. Ezért támogatták a köztársasági elnöki időszak meghosszabbítását 7 évre. A királypártiak a Harmadik Köztársaságot csak egyfajta átmeneti kormányzásnak tekintették.

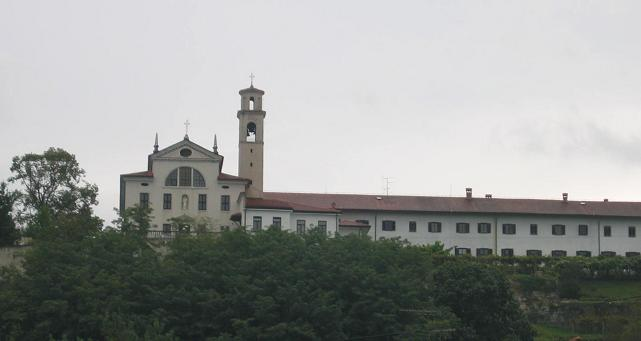
A Kostanjevica kolostor, Nova Gorica mellett.

### Halála
Henri d’Artois, Chambord grófja 1883-ban emigrációban hunyt el, az alsó-ausztriai Lanzenkirchenben, a Frohsdorf kastélyban. Gyermeket nem hagyott hátra. Görz mellett temették el, a magas hegyre épült Castagnavizza (Kostanjevica) ferences rendi kolostor kriptájában, a Bourbon-ház számkivetésben elhunyt tagjai mellé. Korábban ide temették nagyapját, X. Károlyt, nagybátyját, Lajos Antal herceget, nagynénjét, Mária Terézia Sarolta francia királyi hercegnőt, Angoulême hercegnőjét, és saját nővérét, Louise Marie Therèse parmai hercegnét is. A kolostor és környéke ma a szlovéniai Nova Gorica városhoz tartozik.
A francia Bourbon királyi ház utolsó tagjának halála után a legitimisták és az orléans-isták megkísérelték Henri d’Artois kijelölt utódját, Párizs grófját előtérbe állítani, de a legitimisták egyik hajthatatlan csoportja (les Blancs d’Espagne) bitorlónak minősítette az Orléans-házat, és Juan Carlos Maria de Borbón spanyol királyi herceget, Montizon grófját, a Capeting-dinasztia legidősebb tagját ismerték el a francia trón örökösének, III. János király néven. A közvélemény azonban ekkor már a köztársasági államforma felé hajlott, ami – Adolphe Thiers szavai szerint – „a legkevésbé osztotta meg a nemzetet”. Az 1883-as nemzetgyűlési választásokon szilárd republikánus többség született. A monarchia restaurációjának esélye elenyészett, bár a spanyol Bourbonok karlista ága ma is számon tartja de jure jogosultságát a francia trónra is.

## További irodalom
- Jean-Francois Chiappe: Le Comte de Chambord, Perrin, Paris, 1999. ISBN 2-262-01522-8
- Hugues Trousset: La légitimité dynastique en France, Editions Roissard, Grenoble, 1987.
- Guy Augé: Succession de France et nationalité, Paris, 1979.